# Église émergente
L'Église émergente est un courant réformiste au sein du christianisme évangélique qui prône une réinterprétation des textes sacrés et des pratiques ecclésiales selon les principes du postmodernisme. 

## Histoire
Les origines de l’Église émergente sont associées à la publication du livre Église émergente (Emerging Church) par les pasteurs presbytériens américains Bruce Larson et Ralph Osborne en 1970 aux États-Unis,. Le mouvement a connu une certaine popularité auprès d’églises évangéliques et a rejoint d’autres pays, dont le Royaume-Uni.

## Caractéristiques
Les principales caractéristiques des églises du mouvement sont d’être centrées sur l’évangélisation, le développement communautaire (justice sociale) et l’élaboration de services alternatifs faisant usage de créativité et de l’art,. 
Tout en reconnaissant l’importance des confessions de foi, certains théologiens prônent une réinterprétation des textes sacrés selon l’époque.
Les églises de maison et les églises non confessionnelles évangéliques sont souvent associées au mouvement,.

## Critiques
En 2006, des théologiens évangéliques ont reproché aux responsables de Emergent Village, un site web internet américain sur l’église émergente, de ne pas avoir adopté une confession de foi pour mieux comprendre leurs croyances.